# Eran trecento...
Pour plus de détails, voir Fiche technique et Distribution.
Eran trecento… (littéralement Nous étions trois cents…), titre alernatif La spigolatrice di Sapri (littéralement La Glaneuse de Sapri), est un film dramatique et historique italien réalisé par Gian Paolo Callegari et sorti en 1952.
L'œuvre tire son inspiration des événements qui se sont déroulés à l'époque de la résistance contre les Bourbons et de l'expédition de Carlo Pisacane en Lucanie, d'après le poème homonyme du Risorgimento, La spigolatrice di Sapri de Luigi Mercantini.

## Synopsis
En Lucanie, le mystérieux Volpintesta mène une résistance acharnée envers les Bourbon, organisant une guérilla en attendant l’arrivée de Carlo Pisacane et de ses partisans. Lorsque les deux groupes ennemis se rencontrent, l’affrontement tourne très vite au carnage. Les rares survivants de la bataille décident de gonfler les rangs Garibaldiens pour continuer la lutte.

## Fiche technique
- Directeur de la photographie : Vincenzo Seratrice

## Distribution
- Rossano Brazzi : Volpintesta
- Franca Marzi : Sina
- Myriam Bru : Lucia
- Peter Trent : Franco della Spina

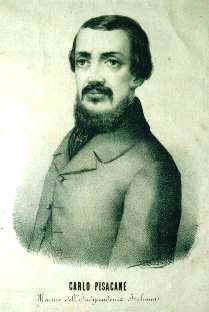
Carlo Pisacane

- Paola Barbara : Sabina, la femme de ménage
- Antonio Cifariello : sergent Cafiero
- Luisa Rivelli : Maria Antonia (comme Rossella Lanfranchi)
- Fiorella Ferrero : Purificata
- Maria Belfadel : sœur Adelaide
- Roberto Mauri : Orsaja
- Marco Guglielmi : l'évêque
- Franco Fabrizi : Pisacane
- Franco Pesce (en) : Beppe Camareta
- Armando Guarnieri : général della Spina
- Gino Anglani :
- Fiorella Falchi :